# Jitka Abrahámová
Jitka Abrahámová, rozená Zavadilová (* 21. dubna 1943 Praha), je česká lékařka – onkoložka, profesorka klinické onkologie a emeritní přednostka Onkologické kliniky Fakultní Thomayerovy nemocnice. Toto oddělení Abrahámová vybudovala. Díky ní se na tomto oddělení vytvořil kvalitní tým lékařů a sester, bylo zde otevřeno lůžkové oddělení včetně jednotky intenzivní onkologické péče a rychle se pozvedlo na republikovou úroveň.
V roce 1966 absolvovala Fakultu všeobecného lékařství Univerzity Karlovy v Praze. V roce 1988 se stala docentkou pro obor klinická onkologie. Mimo jiné také založila a 20 let vede Nadační fond Nadační fond onkologie pro 21. století. Zastává též funkci místopředsedkyně České lékařské společnosti Jana Evangelisty Purkyně a je předsedkyní celostátní Rady Národního onkologického registru.
V roce 2017 obdržela od tehdejšího předsedy horní komory Parlamentu České republiky Milana Štěcha Stříbrnou pamětní medaili Senátu.

## Publikace
(řazení je abecední)
- Atlas nádorů prsu (2000)
- Co byste měli vědět o rakovině prsu
- Klinická onkologie pro sestry
- Kryptorchizmus
- Nádory varlat
- Rakovina prsu
- Rakovina tlustého střeva a konečníku
- Vybrané otázky onkologie
- Vybrané otázky onkologie II.
- Vybrané otázky onkologie IX.
- Vybrané otázky onkologie VI.
- Vybrané otázky onkologie VII.
- Vybrané otázky onkologie VIII.
- Vybrané otázky onkologie X.
- Vybrané otázky onkologie XII.
- Vybrané otázky onkologie XIII.
- Vybrané otázky onkologie XIV.
- Vybrané otázky onkologie XV.